# Лаура Дундович
Лаура Дундович (англ. Laura Dundovic; нар. 16 вересня 1987, Сідней) — австралійська фотомодель. Виграла конкурс Міс Всесвіт Австралія 2008 і представляла Австралію на конкурсі Міс Всесвіт 2008, потрапивши в десятку найкращих. У неї хорватське коріння. Дундовик вивчала психологію, проживає в Сіднеї. Лаура є лицем будинку моди Чарлі Брауна.